# بخش رودزرد
بخش رودزرد، یکی از بخش‌های شهرستان رامهرمز در استان خوزستان ایران است. مرکز این بخش، شهر رودزرد ماشین است.

## تقسیمات کشوری
- بخش رودزرد
  - دهستان ماماتین
  - دهستان جره

شهر: رودزرد ماشین

## مردم‌شناسی
مردم این بخش از جانکی گرمسیر هستند که به زبان لری بختیاری تکلم می‌کنند.

## جمعیت
بر پایه سرشماری عمومی نفوس و مسکن در سال ۱۳۹۵، جمعیت بخش رودزرد برابر با ۴٬۴۹۵ نفر بوده است.